# 鈴木裕子 (アナウンサー)
鈴木 裕子（すずき ゆうこ、12月24日 - ）は、神奈川県出身・在住のオフィスケイアールに所属するフリーアナウンサー。血液型B型。

## 略歴
- 鶴見大学附属中学校・高等学校（旧鶴見女子中学校・高等学校）
- NHK杯全国高校放送コンテスト（朗読部門）全国大会出場（神奈川県代表）
- 神奈川大学短期大学部商学科（高校の一芸推薦で入学）放送研究会所属
- JFEスチール グループ会社（土木・建築・橋梁）入社　人事・広報担当
- HITACHI 電子行政ショールーム「CyberGovernment Square」入社　説明員担当
- テレビ朝日アスク 基礎科・研究科・専科
- 東京アナウンスアカデミー アナウンス講座
- キャスター・リポーター・ナレーター等 司会事務所「オフィスKR」に所属（ - 2023年現在）
- 初担当はJリーグ横浜FCスタジアムアナウンサー

## 人物
- 趣味：宴会、料理、工場鑑賞、夜景巡り
- 神奈川大学在学中に、秘書士・秘書検定準1級・マナー検定上級・漢字検定2級・簿記検定3級などを取得
- かわさき産業親善大使（2015年3月 - ）
- 第1回川崎産業観光検定、ようこそ！かわさき検定、サービス接遇実務検定準1級
- 初代川崎工場夜景ナビゲーター（2011年 - 担当 JTBツアー、はとバスツアー）
- 夜景鑑賞士（夜景検定）、マナーアドバイザー、ナチュラルフードコーディネーター、カラーセラピスト
- 東海大学高輪キャンパスにて　2012年〜「色彩学」修了
- 自由が丘魚菜学園（日本料理・西洋料理・中国料理・おもてなし料理）卒業

## 経歴（ナレーション）
- 拓殖大学 外国語学部 VP
- ムラサキスポーツ スノーボード展示即売会 VP
- ビデオ編集ソフト「Power Director 10」 VP
- 補正下着の「ティナプリ」 VP
- ソフトコンタクトつけはずし器具「meruru」 VP
- 世界へ発信!川崎の環境力「カーボン・チャレンジ川崎エコ戦略」VP
- リクルート「住宅情報ナビ」 VP
- 仲見世通り商店街  お店紹介ナレーション など

## 経歴（司会・MC）

### 式典・展示会
- 農林水産省 料理マスターズ
- 日本観光博覧祭 旅フェア
- 町イチ!村イチ!
- イノベスタ
- よい仕事おこしフェア
- 東京文化会館50周年記念フェスティバル
- スポーツ祭東京
- 東京ゲームショウ
- c3XHOBBYキャラホビ
- 内閣府 クールジャパンマッチングフォーラム
- テーブルウェアフェスティバル
- トレードショー 産業交流展  など

### トークショー
- 旅フェア かながわ観光親善大使「キマグレン」トークショー
- 受動喫煙防止「スモークフリー」サポーター代表「長谷川理恵」トークショー
- 川崎市長選挙 投票PR動画（YouTube配信）「鉄拳」　ロングインタビュー
- 統一地方選挙啓発イベント「河北麻友子」トークショー
- 動物写真家「岩合光昭」トークショー
- テールブウェアフェスティバル「紺野美沙子」トークショー
- AmebaGG Beauty Navigate「鈴木 紗理奈」トークショー
- 新所沢パルコ オープン30周年記念イベント「大野いと」トークショー
- 和洋女子大学 里見祭「千葉雄大」トークショー
- 和洋女子大学 里見祭「賀来賢人」トークショー
- 恵泉女学園大学 恵泉祭「千葉雄大」トークショー
- 「Natsuumy × MACO」 トークライブイベント　ハッピーミーティング
- よい仕事おこしフェア「田中理恵」トークショー
- 川崎市公認アイドル「川崎純情小町」トークショー
- 映像のまちかわさきフェスティバル「映画1/11（じゅういちぶんのいち）」トークショー
- 映画「小川町セレナーデ」完成記念試写会 トークショー など

### 横浜・川崎　エリアイベント
- 神奈川県 受動喫煙防止フォーラム
- 川崎みなと祭り
- ザよこはまパレード 横浜開港記念みなと祭り
- 横浜ポートタウンフェスティバル
- 横浜ボート天国
- 横浜ふるさと祭り
- よこはま技能まつり
- 横浜国際ちびっこ駅伝
- 横浜18区紹介デー
- ひまわりカーニバル IN 赤レンガ倉庫
- 大通り公園納涼ガーデン祭り
- 横浜スパークリングトワイライト
- よこはま動物園ズーラシア開園14周年「ワールドフェア」
- 鶴見川サマーフェスティバル
- buyかわさきフェスティバル&トークショー
- かわさき地産地消フェア&トークショー
- 川崎市制90周年プレイベント シニアコンサート
- 音楽のまちかわさき サマーコンサート
- 音楽のまちかわさき アジア交流音楽祭
- 映像のまちかわさきフェスティバル
- NOCTYプラザ 20周年記念コンサート など

### 企業系
- 信金発!地域発見フェア
- さいしんビジネスフェア
- 朝日信用金庫 ファミリーフェスティバル
- さわやか信用金庫ビジネスフェア
- 東洋水産 ハマスタ運動会
- 富士通 健康フェスティバル
- バイオメットジャパン「Kick-off Meeting」
- イトーヨーカドー 人気モノ総選挙 など

### スポーツ
- さいしんビジネスフェア「がんばれ浦和レッズ!がんばれ日本代表!」トークショー
- 川崎みなと祭り「JBVビーチバレーボール川崎市町杯 PRステージ」トークショー
- Jリーグアウォーズ
- Jリーグ横浜FC スタジアムアナウンサー
- Jリーグ横浜FC 優勝記念パーティー
- Jリーグ横浜FC イヤーエンドパーティー
- マンチェスターユナイテッド来日　横浜イベント
- NAS フットサルFESTA　など

### その他イベント
- やまと成人式
- tvk開局40周年記念GWビッグプレゼントフェア
- J:COMスペシャルイベントデー
- AMEBA MEISTER FOOD&DRINKフェア
- エコライフフェア
- 石油の日 イベント
- 村山デエダラまつり
- 統一地方選挙啓発イベント〜大切な一票。私たちの明日のために〜
- 衆議院議員総選挙 〜あなたの1票から始まる明日がある〜
- 神奈川県理容競技大会&ヘアショー
- ノクティプラザ クリスマスジャズコンサート
- キッズ食育イベント〜にがおえ弁当を作ろう〜 など
- 神奈川県糖尿病シンポジウム
- 神奈川県受動喫煙防止キャンペーン〜子どもをたばこの煙から守ろう!〜

他 各種司会 多数
- 「春の全国交通安全運動」キャンペーン（2014年）
- 小田原警察署 一日警察署長
- 「かわさき産業親善大使」（2015年3月 - ）

## 出演番組（テレビ）
テレビ神奈川
- ありがとッ!
- 1230アッと!!ハマランチョ
- LOVEかわさき
- 音楽のまちかわさき 全国手作り楽器アイデアコンテスト
- 神奈川の魅力を再発見!

朝日ニュースター
- 展示会へ行こう!

YOUテレビ
- my you!（キャスター・リポーター）
- 横浜ミストリー/ナイス素敵音楽館（ナレーション）
- 鶴見川花火大会生中継
- 特番「市長が語る」〜林文子横浜市長・阿部孝夫川崎市長〜

JCN（ジャパンケーブルネットワーク）※現在はJCOM
- JCN全国「富士山めしあがれ」
- JCN小田原　正月特番「新春対談　市長町長 新春に語る」
- JCN小田原「北條五代祭り」
- JCN小田原「金太郎ティービー」　など

JCN×J：COM
- 週末Doする生テレビ（キャスター・リポーター）

J:COM（ジェイコム）
- J:COM全国「横濱ツウ!!」「FANCL ヨコハマなでしこ」「湘南少女」
- J:COM関東「駅なび」「駅なび ちょい盛り」
- J:COM神奈川「輝き女子応援団　KAGAJO★4S」「ドリームシスターズ」「スターダスト×J：COMスペシャルライブ」
- J:COM神奈川生中継「おいでよ小田原!わくわくプレゼント大会!」
- J:COM小田原 「デイリー小田原」
- J:COMM湘南・横浜・横須賀・鎌倉・小田原 「夕なび」（中継キャスター）
- J:COM湘南・横浜・三浦「Hometown weekend」
- J:COM湘南・横浜「エリアインフォメーション」「箱根小涌園ユネッサン」「夕なび」
- J:COM湘南「藤沢宿 遊行の盆 生中継」「藤沢市長選挙特別番組」「統一地方選挙速報」「湘南藤沢市民マラソン」「浜降祭2014ダイジェスト」
- J:COM関東×湘南ケーブルネットワーク「湘南国際マラソン生中継」
- J:COM相模原・大和「神奈川大和阿波踊り」「Hometown」「ミニミニ企業リポート」
- J:COMかながわセントラル「みんな集まれメディアッティ」「あなたの街の長が語る」「神奈川大和阿波踊り」「HOMETOWN」「こちらメディアッティ特捜部」
- J:COM大和・秦野・伊勢原「じもっティ!」
- J:COM湘南・横浜・相模原「テレビ年賀状」 など

イッツコム
- イッツ365 おいしいって聞いたんですけど!
- 多摩川花火大会　生中継

ケーブルネットつづきの森
- 「150万本植樹行動推進番組」
- 都筑区ごみ減量番組
- 10周年記念コマーシャル

## 出演番組（ラジオ）
AM在局ラジオ各局
- 元気スイッチ

### FM横浜
- AIR CRUISE（Jリーグ横浜FCリポート）

### FM K-City
- アクセスかわさき930
- ウィークエンド元気ワイド　ほか